# Landtagswahlkreis Wiesloch
Der Wahlkreis Wiesloch (Wahlkreis 37) ist ein Landtagswahlkreis in Baden-Württemberg. Er wurde zur Landtagswahl 1992 gebildet und umfasste bei der Landtagswahl 2006 die Gemeinden Dielheim, Leimen, Malsch, Mühlhausen, Nußloch, Rauenberg, Sandhausen, St. Leon-Rot, Walldorf und Wiesloch des Rhein-Neckar-Kreises. Bei der Landtagswahl 2021 blieb die Wahlkreiseinteilung unverändert, wahlberechtigt waren 99.366 Einwohner.

## Wahl 2021
Die Landtagswahl 2021 hatte folgendes Ergebnis:
| Direktkandidat          | Partei       | Stimmen in % | Landtagswahl 2016 Stimmen in % |
| ----------------------- | ------------ | ------------ | ------------------------------ |
| Norbert Knopf           | Grüne        | 29,7         | 28,2                           |
| Christiane Staab        | CDU          | 26,6         | 28,4                           |
| Andrea Schröder-Ritzrau | SPD          | 12,1         | 12,3                           |
| Achim Köhler            | AfD          | 11,2         | 18,6                           |
| Thorsten Krings         | FDP          | 9,4          | 7,4                            |
| Heinrich Stürtz         | DIE LINKE    | 2,8          | 2,6                            |
| Holger Fritz            | Freie Wähler | 2,7          | –                              |
| Martin Graßhoff         | Die PARTEI   | 1,7          | –                              |
| Alexander Höfer         | dieBasis     | 1,0          | –                              |
| Sandra Herden           | KlimalisteBW | 0,9          | –                              |
| Jochen Rothermel        | WiR2020      | 0,9          | –                              |
| Pavel Mihaylov          | Volt         | 0,8          | –                              |
| Maik Schmidt            | ödp          | 0,5          | –                              |
| –                       | Sonstige     | –            | 2,4                            |

## Wahl 2016
| Direktkandidat          | Partei    | Stimmen in % | Landtagswahl 2011 Stimmen in % |
| ----------------------- | --------- | ------------ | ------------------------------ |
| Karl Klein              | CDU       | 28,4         | 39,7                           |
| Kai Schmidt-Eisenlohr   | Grüne     | 28,2         | 24,9                           |
| Andrea Schröder-Ritzrau | SPD       | 12,3         | 21,2                           |
| Jürgen Abt              | FDP       | 7,4          | 5,4                            |
| Hazal Rakip             | DIE LINKE | 2,6          | 3,0                            |
| Reinhard Schätz         | NPD       | 0,6          | 1,1                            |
| Thomas Belzner          | REP       | 0,3          | 1,0                            |
| Andreas Withum          | ALFA      | 1,6          | -                              |
| Claudia Martin          | AfD       | 18,6         | -                              |
| –                       | Sonstige  | –            | 3,7                            |

## Wahl 2011
Die Landtagswahl 2011 hatte folgendes Ergebnis:
| Direktkandidat            | Partei         | Stimmen in % | Landtagswahl 2006 Stimmen in % | Landtagswahl 2001 Stimmen in % |
| ------------------------- | -------------- | ------------ | ------------------------------ | ------------------------------ |
| Karl Klein                | CDU            | 39,7         | 49,1                           | 46,7                           |
| Kai Schmidt-Eisenlohr     | Grüne          | 24,9         | 9,6                            | 5,9                            |
| Hansjörg Jäckel           | SPD            | 21,2         | 25,1                           | 34,9                           |
| Claudia Felden            | FDP            | 5,4          | 9,8                            | 8,0                            |
| Edgar Wunder              | DIE LINKE      | 3,0          | WASG: 3,4                      | –                              |
| Robin De Silva Jayasinghe | PIRATEN        | 2,3          | –                              | –                              |
| Jan Jaeschke              | NPD            | 1,1          | –                              | 0,5                            |
| Hermann Rexhaus           | REP            | 1,0          | 2,4                            | 3,0                            |
| Johannes Zimmerer         | ödp            | 0,7          | –                              | 1,1                            |
| Wilhelm Nikolajewski      | Einzelbewerber | 0,4          | –                              | –                              |
| Nilgün Yaman-Toprak       | BIG            | 0,3          | –                              | –                              |
| –                         | Sonstige       | –            | 0,6                            | –                              |

## Abgeordnete
Seit 1992 vertraten folgende Abgeordnete den Wahlkreis Wiesloch:
| Partei | Art des Mandats | Abgeordnete                                                 |
| ------ | --------------- | ----------------------------------------------------------- |
| CDU    | Erstmandat      | Michael Sieber 1992, 1996, 2001 Karl Klein 2006, 2011, 2016 |
| CDU    | Zweitmandat     | Christiane Staab 2021                                       |
| Grüne  | Erstmandat      | Norbert Knopf 2021                                          |
| Grüne  | Zweitmandat     | Kai Schmidt-Eisenlohr 2011                                  |
| AfD    | Zweitmandat     | Claudia Martin 2016 (ab 2016 parteilos, ab 2017 CDU)        |